# Jordon Mutch
Jordon James Edward Sydney Mutch (Alvaston, 2 dicembre 1991) è un calciatore inglese, centrocampista del Gold Coast Knights.

## Carriera
Cominciò la sua carriera nelle giovanili del Derby County, che lascia nell'estate 2007, per approdare al Birmingham City, sempre nelle giovanili.

## Palmarès
- Coppa di Lega inglese: 1

Birmingham City: 2010-2011